# جنگ خنده‌دار کثیف کوچک
جنگ خنده‌دار کثیف کوچک (با عنوان اصلی No habrá más penas ni olvido به‌معنای «دیگر اندوه و فراموشی در کار نخواهد بود») فیلمی کمدی-درام محصول سال ۱۹۸۳ سینمای آرژانتین به کارگردانی اکتور الیورا است که بر پایهٔ رمانی از اسوالدو سوریانو و با فیلم‌نامه‌ای از خود او و روبرتو کوسا ساخته شده است. این فیلم توسط فرناندو آیالا و لوییس او. رپتو تهیه شده و بازیگرانی همچون فدریکو لوپی، میگل آنخل سولا، اولیسس دومونت، هکتور بیدونده و ویکتور لاپلاس در آن ایفای نقش می‌کنند.
این فیلم که در اوایل دههٔ ۱۹۷۰ و در روستایی خیالی در مرکز آرژانتین می‌گذرد، منازعهٔ سیاسی بین شهردار و معاونش را به تصویر می‌کشد که به درگیری مسلحانه‌ای تمام‌عیار بین نیروهای پلیس، شبه‌نظامیان راست‌گرا (AAA) و چپ‌گرایان مونتونروس تبدیل می‌شود.

## بازیگران
- فدریکو لوپی در نقش ایگناسیو فوئنتس
- میگل آنخل سولا در نقش خوان
- خولیو د گراسیا در نقش گروهبان گارسیا
- اولیسس دومونت در نقش سروینیو
- لاوتارو موروا در نقش شهردار گوگلیلمینی
- هکتور بیدونده در نقش سوپریو
- رودولفو رانی در نقش رئیس پلیس یانوس
- رائول ریزو در نقش معاون روسی
- لوئیس مارتینز روسکونی در نقش روخلیو آلمیدو
- امیلیو ویدال در نقش رینالدو
- ویکتور لاپلاس در نقش پرودنسیو گوسمان
- آلیسیا بایستروچی در نقش ماتیلدا گومس
- خوزه ماریا لوپز در نقش ماتیو
- آرتورو مالی در نقش توتو
- گراسیلا دوفائو در نقش همسر فوئنتس
- پاتریسیو کونترراس در نقش افسر پلیس کومینی
- فرناندو ایگلسیاس در نقش مویانیتو
- ماریا سوکاس در نقش دختر عضو گروه JP
- سالو پازیک در نقش خبرنگار
- رودولفو بریندیسی در نقش «دیوانه» سرس
- اکتور الیورا در نقش شورشی (حضور کوتاه)
- اسوالدو سوریانو در نقش شورشی (حضور کوتاه)

## زمینه
این فیلم بر پایهٔ درگیری‌های سیاسی واقعی دههٔ ۱۹۷۰ در آرژانتین ساخته شده است. ماجرای فیلم اشاره‌ای غیرمستقیم به نزاع خونین میان جناح چپِ جنبش پرونیست یعنی مونتونروس و جناح راستِ وفادار به خوان پرون دارد.

## اکران
فیلم نخستین‌بار در ۲۲ سپتامبر ۱۹۸۳ در آرژانتین اکران شد و سپس در جشنواره‌هایی چون جشنواره بین‌المللی فیلم تورنتو، جشنواره بین‌المللی فیلم برلین، جشنواره فیلم پلیسی کونیاک در فرانسه و جشنواره فیلمسازان نو / فیلم‌های نو در نیویورک به نمایش درآمد.

## واکنش منتقدان
وینسنت کانبی، منتقد نیویورک تایمز نوشت: «فیلم چنان با بازی‌های قوی و ضرباهنگ حساب‌شده‌ای پیش می‌رود که تماشاگر فرصت نمی‌کند به معنای عمیق‌تری بیندیشد؛ اگرچه پایان فیلم تلخ است، اما همین که چنین فیلمی ساخته شده، آن هم با این سبک و سیاق، مایهٔ امیدواری‌ست.»

## جوایز
برنده
- جشنواره فیلم برلین ۱۹۸۴: جایزهٔ خرس نقره‌ای هیئت داوران، جایزهٔ فیپرشی، جایزهٔ C.I.C.A.E.[۳]
- جشنواره فیلم پلیسی کونیاک: جایزهٔ بزرگ، ۱۹۸۵

نامزد
- جشنواره فیلم برلین ۱۹۸۴: جایزهٔ خرس طلایی